# کارخانه آرد سپیدان
کارخانه آرد سپیدان یک روستا در ایران است که در دهستان زرقان واقع شده‌است. کارخانه آرد سپیدان ۵۴ نفر جمعیت دارد.